# Marcello Pellarin
Marcello Pellarin (Trieste, 3 ottobre 1910 – Segrate, 11 luglio 1980) è stato un allenatore di calcio e calciatore italiano, di ruolo attaccante.

## Carriera

### Giocatore
Nella stagione 1929-1930 ha segnato 5 gol in 24 partite in Serie B con la maglia del Lecce.
Dal 1930 al 1932 ha giocato in Prima Divisione (la terza serie dell'epoca) con la maglia del Taranto, mettendo a segno 11 gol in 21 presenze nella stagione 1930-1931 (nella quale è, alla pari con altri tre compagni, il giocatore con più presenze stagionali del club pugliese) e 14 gol in 27 presenze nella stagione successiva; in seguito ha giocato sempre in terza serie per due stagioni con la maglia del Catania, fino al 1934, anno in cui la squadra siciliana ha ottenuto la promozione in Serie B. Nella stagione 1934-1935 ha fatto parte della rosa del Modena, nel campionato di Serie B, nel quale ha giocato 6 partite senza mai segnare.

### Allenatore
Nella stagione 1943-1944 durante la Divisione Nazionale ha allenato il Cesena, diventando con i suoi 33 anni uno degli allenatori più giovani nella storia della società; ha poi guidato i bianconeri anche nella stagione 1945-1946 nel campionato misto di Serie B-C, nel quale è subentrato in panchina a Mario Gianni a stagione in corso. Nella stagione 1952-1953 è subentrato sulla panchina del Cesena, militante in Promozione regionale, ad Aldo Neri; dopo aver vinto il campionato, ha mantenuto l'incarico anche per tutta la stagione successiva, disputata in IV Serie (e conclusa con una retrocessione).

## Palmarès

### Giocatore

#### Competizioni nazionali
- Prima Divisione: 1

Catania: 1933-1934

### Allenatore

#### Competizioni regionali
- Promozione: 1

Cesena: 1952-1953 (girone A)